# Antoni Arida z Bszarri
Antoni Arida z Bszarri (ur. 2 sierpnia 1862, zm. 19 maja 1955) – duchowny katolicki kościoła maronickiego, w latach 1931–1955 73. patriarcha tego kościoła – „maronicki patriarcha Antiochii i całego Wschodu”.